# BMW K 1200 R
La BMW K 1200 R est une moto produite par BMW à partir de 2005, dernière année de production 2008.
La seconde génération de K 1200 utilise un moteur transversal de 1 157 cm³, avec des cotes d'alésages et de courses, respectivement de 79 et 59 mm. Le Telelever avant est remplacé par un Duolever.
La K 1200 R, apparue fin 2005, est le roadster de la gamme. Il est dérivé de la K 1200 S auquel BMW a retiré tout carénage.
La puissance est portée à 163 chevaux à 10 250 tr/min et 13 mkg de couple à 8 250 tr/min. 70 % du couple est disponible dès 3 500 tr/min.
Son accélération du 0 à 100 km/h est de 2,8 s, pour une vitesse maximale d'environ 270 km/h (version libre).
Comme la K 1200 GT, la K 1200 R utilise le système de suspension Duolever/Paralever. 
Elle est vendue 14 100 € sans ABS ni ESA (Electronic Suspension Adjustment).
La K 1200 R est équipée du SWS (Single-Wire-System) permettant l'interconnexion des composants électriques et électroniques avec un minimum de câbles. L'ensemble est informatisé et géré en temps réel, avec arrêt d'un des éléments lors d'un court-circuit ou autre panne, et mémorisation des configurations et des diagnostics des capteurs. À la mise du contact, l'état de la moto est passé à la loupe par ses différents capteurs électroniques pour être certain que tout fonctionne correctement, cela ne prenant que quelques secondes.
La K 1200 R fait une apparition aux mains de Milla Jovovich dans le film Resident Evil: Extinction.
Elle est complétée par une version K 1200 R Sport, qui  remplace la K 1200 RS sur le segment des routières sportives, équipée d'un carénage tête de fourche, pour 400 € de plus que la version standard.